# Edelmiro Farrell
Edelmiro Julián Farrell, född 12 februari 1887 i Buenos Aires, död där 21 oktober 1980, var en argentinsk militär och politiker.
Efter militärkuppen i Buenos Aires i juni 1943 blev Farrell, som då var brigadgeneral, krigsminister i general Pedro Pablo Ramírez regering och i oktober vicepresident. Sedan Ramírez av den makthavande juntan tvingats avgå, blev Farrell i mars 1944 president, men regimskiftet erkändes inte av USA och flera utländska stater förrän ett par år senare. Som president spelade Farrell personligen en obetydlig roll och överskuggades snart fullständigt av vicepresidenten Juan Perón, som efter demokratiska val efterträdde honom som president i juni 1946.